# 中国文化服务社
中国文化服务社是1938年中国国民党中央宣传部官办党营的全国性文化机构。总社设在重庆，各大城市设分社。

## 历史
1935年创立于上海福州路679号。抗战爆发后，1938年12月25日在重庆成立。王世杰任董事长，社长刘百闵（陈立夫的秘书），程希孟任总编辑。业务为出版、发行、经售书刊。中國抗战胜利后迁回上海，指定接管内山书店等资产。中華民国政府败退台湾后，中国文化服务社在各城市的机构被新华书店接管。